# Губарь, Александр Иванович
Александр Иванович Губарь (1922, с. Ярошовка Талалаевского района, Сумская область — 5 сентября 2003, Симферополь) — советский и украинский учёный, литературовед, критик, публицист, педагог, профессор Таврического национального университета им. В. Вернадского. Член Национального союза писателей Украины. Лауреат литературной премии имени Степана Руданского Крымского фонда культуры (1966 г.) Заслуженный работник культуры Автономной Республики Крым (2001 год). Член НОШ.

## Биография
Окончил Роменскую железнодорожную среднюю школу (город Ромны).
Учился в Киевском государственном университете на французском отделении факультета иностранных языков. Пешком преодолел путь эвакуации во время Великой Отечественной войны. Лечился и работал учителем иностранного языка в г. Карши и на станции Карши (Узбекистан).
В 1944 году продолжил обучение в Черновицком государственном университете. В 1946 г. окончил украинское отделение филологического факультета этого университета, получил диплом с отличием. Работал ассистентом кафедры украинской литературы. Окончил аспирантуру и защитил кандидатскую диссертацию по филологическим наукам. Тема кандидатской диссертации — творчество Павла Тычины 1917—1934 годов.
С 1962 года жил в Симферополе. Работал на кафедре украинской литературы Симферопольского государственного университета сначала доцентом, с 1993 года профессором кафедры. Специализация: история современной украинской литературы, введение в литературоведение, спецкурс о творчестве репрессированных писателей.

## Творчество
Автор книг: «Павел Тычина. Литературный портрет» (К., 1958), «Павел Тычина. Литературный портрет». Второе издание (К., 1962), «Павел Тычина». «Литературно-критический очерк» (К., 1981), «Павел Тычина. Семинарий» (в соавторстве с Л. Монахом), (К., 1984), «Литературная Буковина» (в соавторстве), (К., 1967), «Кому служат эгоисты?» (в соавторстве), (Черновцы, 1957), «Черноморская волна» (Донецк:Украинский культурологический центр, 1994, 1995). Подготовил рукопись книги «Глубокая дружбы течение» о трагедии таланта П. Г. Тычины, которую запланировало издательство «Украинский писатель», но до сих пор не издало по известным причинам.
А. Губарь — автор нескольких сотен критических статей о классиках Т. Шевченко, И. Франко, Н. Коцюбинском, Лесе Украинке, А. Кобылянской, а также многих других.

## Редакционная и общественная деятельность
Он более 20 лет был редактором республиканского научного сборника «Украинское литературоведение». Был членом комиссии по критике и литературоведению СПУ, руководителем секции критики Крымской республиканской организации СПУ. Член президиума крымского отделения общества «Украина». Заместитель председателя Крымского общества украинской культуры. Участник Великой Отечественной войны.